# Vetusodon elikhulu
Vetusodon elikhulu è un terapside estinto, appartenente ai cinodonti. Visse nel Permiano superiore (circa 256 - 253 milioni di anni fa) e i suoi resti fossili sono stati ritrovati in Sudafrica.

## Descrizione
Questo animale doveva essere di grandi dimensioni rispetto agli altri cinodonti del Permiano: il solo cranio era lungo circa 18 centimetri, e si suppone che l'animale intero potesse raggiungere il metro e mezzo di lunghezza. Vetusodon era caratterizzato da una morfologia cranica molto differente rispetto a quella di altri cinodonti del Permo-Triassico: il cranio era dotato di un muso corto ed estremamente ampio, simile a quello del terocefalo suo contemporaneo Moschorhinus. Vetusodon era inoltre dotato di grandi incisivi e canini, che contrastavano notevolmente con le dimensioni dei piccoli denti postcanini a una sola cuspide. L'osso dentale era estremamente lungo e robusto, con il margine posteriore posto molto più vicino all'articolazione craniomandibolare rispetto a quanto avveniva in altri cinodonti del Permiano e del Triassico, come ad esempio Thrinaxodon. La morfologia del palato secondario di Vetusodon era unica, poiché era corto e incompleto, con la porzione posteriore della mascella che andava a coprire parzialmente il vomere.

## Classificazione
Vetusodon elikhulu venne descritto per la prima volta nel 2019, sulla base di resti fossili appartenenti a quattro esemplari ritrovati in Sudafrica, nel bacino del Karoo. I fossili di Vetusodon sono molto importanti perché testimoniano la presenza di un cinodonte di grandi dimensioni e dalle abitudini predatorie già nel Permiano superiore; un'analisi filogenetica indica che questo animale era il sister taxon del clade noto come Eucynodontia, comprendenti i cinodonti derivati, e quindi Vetusodon era il più derivato tra i cinodonti del Permiano e dell'Induano scoperti finora.